# 小行星3792
小行星3792（英語：3792 Preston）是一颗围绕太阳公转的小行星。1985年3月22日，卡羅琳·舒梅克在帕洛马山发现了此天体。
这颗小行星的绝对星等为50.84252449307768等。